# Voices of the Lifestream
Voices of the Lifestream — неофициальный трибьют-альбом, выпущенный OverClocked ReMix и посвящённый саундтреку Нобуо Уэмацу к популярной видеоигре Final Fantasy VII (1997). Альбом вышел 14 сентября 2007 года и был приурочен к 10-летию игры. С момента релиза он получил множество положительных отзывов со стороны рецензентов с различных игровых сайтов и профессиональных композиторов.

## Создание
Voices of the Lifestream является совместным проектом некоммерческой организации OverClocked ReMix и ремиксера Эндрю «zircon» Аверзы по воссозданию саундтрека к игре Final Fantasy VII; к созданию альбома они приступили в январе 2006 года. Принять участие в разработке Аверзу мотивировала его ностальгия по FFVII. Авторы создали частный форум, где обсуждали дальнейшее развитие проекта, в частности составление трек-листа. Разработка Voices of the Lifestream заняла около 20 месяцев при участии более 40 ремиксеров, которые создали 45 треков. Релиз альбома состоялся 14 сентября 2007 года и был приурочен к 10-летию Final Fantasy VII. Авторы выпустили ограниченное количество физических копий альбома, однако Voices of the Lifestream в основном распространялась в цифровом виде, в форматах FLAC и MP3. Voices of the Lifestream стала 9-м проектом OverClocked ReMix.

## Треклист
Вся музыка записана на четырёх дисках, однако существует ограниченное количество физических носителей альбома. Большая часть контента доступна по ссылкам для скачивания и на торрентах. Названия дисков совпадают с подзаголовками проектов Компиляции Final Fantasy VII: Crisis Core, Dirge of Cerberus, Advent Children и Last Order.
Вся музыка написана Нобуо Уэмацу.
| №                   | Название                                                       | Аранжировка(ки)                      | Длительность |
| ------------------- | -------------------------------------------------------------- | ------------------------------------ | ------------ |
| 1.                  | «Deliverance of the Heart» ("Heart of Anxiety")                | pixietricks, zircon                  | 4:26         |
| 2.                  | «Every Story Begins with a Name» ("Opening - Bombing Mission") | Big Giant Circles                    | 6:46         |
| 3.                  | «No Such Thing As the Promised Land» ("Mako Reactor")          | sephfire, SGX                        | 5:12         |
| 4.                  | «Materia Junkie» ("Under the Rotting Pizza" ~ "The Oppressed") | LuIzA                                | 4:17         |
| 5.                  | «Full Frontal Assault» ("Let the Battles Begin!")              | norg, SnappleMan                     | 5:06         |
| 6.                  | «Too Much Fighting» ("Fanfare")                                | Another Soundscape                   | 4:52         |
| 7.                  | «Damn Those Turks!» ("Turks' Theme")                           | Дэнни Барановски                     | 3:11         |
| 8.                  | «Adrenalyne Kyck» ("Hurry!")                                   | Big Giant Circles, Liontamer, zircon | 4:10         |
| 9.                  | «Nomura Limit» ("Fight On!")                                   | zircon                               | 3:15         |
| 10.                 | «Son of Chaos» ("Shinra Company")                              | Xaleph                               | 5:38         |
| 11.                 | «Lunatic Moon» ("Red XIII's Theme" ~ "Cosmo Canyon")           | Sixto Sounds, zircon                 | 3:56         |
| 12.                 | «motor crazycycle» ("Crazy Motorcycle")                        | tefnek                               | 4:55         |
| Общая длительность: | Общая длительность:                                            | Общая длительность:                  | 55:44        |

| №                   | Название                                                            | Аранжировка(ки)                   | Длительность |
| ------------------- | ------------------------------------------------------------------- | --------------------------------- | ------------ |
| 1.                  | «Short Skirts» ("Tifa's Theme")                                     | djpretzel, Vigilante              | 3:53         |
| 2.                  | «Valse Aeris» ("Flowers Blooming in the Church" ~ "Aerith's Theme") | Джереми Робсон                    | 7:21         |
| 3.                  | «Embraced Empathy» ("Dear to the Heart")                            | Hemophiliac                       | 3:03         |
| 4.                  | «Serenity» ("Main Theme of FINAL FANTASY VII")                      | Mustin                            | 5:29         |
| 5.                  | «A Life Without Parole» ("Desert Wasteland")                        | Dhsu                              | 4:52         |
| 6.                  | «Scenes from a Memory» ("On That Day, Five Years Ago...")           | Sixto Sounds, Suzumebachi, zircon | 3:34         |
| 7.                  | «Golden Fields» ("Farm Boy")                                        | Джеффри Таузер, Tepid             | 3:39         |
| 8.                  | «Кристал Сэрмон» ("The Prelude")                                    | Trenthian                         | 5:03         |
| 9.                  | «Chasing the Storm» ("In Search of the Man in Black")               | Rellik                            | 2:39         |
| 10.                 | «Sephiroth’s Wake» ("Trail of Blood")                               | Tweek                             | 4:38         |
| 11.                 | «JENOVA Celestial» ("J-E-N-O-V-A")                                  | bLiNd                             | 4:08         |
| 12.                 | «Mark of the Beatsmith» ("Mark of a Traitor")                       | Hy Bound                          | 7:20         |
| Общая длительность: | Общая длительность:                                                 | Общая длительность:               | 55:39        |

| №                   | Название                                                 | Аранжировка(ки)            | Длительность |
| ------------------- | -------------------------------------------------------- | -------------------------- | ------------ |
| 1.                  | «Suco de Melancia» ("Costa del Sol")                     | Red Tailed Fox             | 4:28         |
| 2.                  | «Stone Eyes» ("The Great Warrior")                       | Shnabubula                 | 4:09         |
| 3.                  | «Daydreaming Again» ("Words Drowned by Fireworks")       | Pot Hocket                 | 3:35         |
| 4.                  | «Alien Exploration» ("Gold Saucer" ~ "Cid's Theme")      | Trenthian                  | 3:52         |
| 5.                  | «Golden Feathers» ("Racing Chocobos - Place Your Bets!") | Another Soundscape         | 3:58         |
| 6.                  | «Midnight at Club Corel» ("Mining Town")                 | Red Tailed Fox, Shnabubula | 6:23         |
| 7.                  | «Ahead On Our Rave» ("On Our Way")                       | FFmusic Dj                 | 5:33         |
| 8.                  | «Kweh!» ("Electric de Chocobo")                          | Darangen                   | 2:22         |
| 9.                  | «The Crossroads» ("Cid's Theme")                         | Джоветт Ривер              | 4:50         |
| 10.                 | «Fading Entity» ("Listen to the Cries of the Planet")    | bLiNd, Leifo               | 6:01         |
| 11.                 | «Frozen Landscape» ("Buried in Snow")                    | Tweek                      | 4:07         |
| Общая длительность: | Общая длительность:                                      | Общая длительность:        | 49:18        |

| №                   | Название                                                     | Аранжировка(ки)                                                             | Длительность |
| ------------------- | ------------------------------------------------------------ | --------------------------------------------------------------------------- | ------------ |
| 1.                  | «Sleep, My Sephy» ("Judgment Day")                           | Pot Hocket                                                                  | 4:38         |
| 2.                  | «Collision» ("The North Cave")                               | Darangen                                                                    | 4:45         |
| 3.                  | «Airships Make Me Happy» ("The Highwind Takes to the Skies") | Star Salzman                                                                | 5:03         |
| 4.                  | «Hydrophone Breakdown» ("Secret of the Deep Sea")            | JigginJonT                                                                  | 4:31         |
| 5.                  | «Omnislash» ("Hurry Up!")                                    | Fishy                                                                       | 4:10         |
| 6.                  | «Rare Square» ("Countdown")                                  | bustatunez, The Orichalcon                                                  | 4:04         |
| 7.                  | «Jenova Returns» ("J-E-N-O-V-A" ~ "Jenova Complete")         | Стефан Эндрюс                                                               | 4:57         |
| 8.                  | «Beginning of the End» ("Birth of a God")                    | bLiNd                                                                       | 4:18         |
| 9.                  | «Black Wing Metamorphosis» ("One-Winged Angel")              | bLiNd, Fishy, pixietricks, Sixto Sounds, Стефан Эндрюс, Suzumebachi, tefnek | 3:19         |
| 10.                 | «The Golden Ivories of Gaia» (Various Themes)                | Bladiator                                                                   | 5:58         |
| Общая длительность: | Общая длительность:                                          | Общая длительность:                                                         | 45:43        |

## Конкурс видеоклипов
В октябре 2007 года OverClocked ReMix совместно с Piano Squall и eStarland организовала конкурс по созданию видеоклипов с использованием треков из Voices of the Lifestream. Он проводился в трёх категориях — «Final Fantasy VII», «Аниме» и «Оригинальной». Одними из призов для победителей конкурса были подписанные копии Voices of the Lifestream; также их клипы демонстрировались на различных игровых и аниме-конвенциях, которые посещали OverClocked ReMix. Конкурс завершился 14 декабря. Организаторы объявили победителей на форумах OverClocked ReMix два месяца спустя.
Категория Final Fantasy VII
- Победитель: «Compiled Memories» от sayde (Дэвид Ли)
- Второе место: «Black-Winged Angel» от slkdragon (Крис Кук)
- Почётное упоминание: «Wheels of Lifestream» от Big Paul (Пауло Аугусто)

Категория «Аниме»
- Победитель: «Final Moments of Clarity» от Mindeffects (Заза Тарбук)
- Второе место: «Sweetest Embrace» от Phantasmagoriat (Крис Штудер)

«Оригинальная» категория
- Победитель: «Stone Eyes» от Zethzen (Иэн Кофино)
- Второе место: «Lunatic Hero» от backseatstuff (Мэтт Фёрбуш)

## Восприятие
| Оценки критиков | Оценки критиков |
| Источник        | Оценка          |
| --------------- | --------------- |
| Pelit           | [ 13 ]          |
| SquareSound     | (90%)           |

Voices of the Lifestream получил положительный приём и стал самым скачиваемым альбомом OverClocked ReMix согласно статистике официального сайта организации и трекера BitTorrent.
Редакторы сайтов о музыке в видеоиграх и видеоиграх в целом по большей части хвалили саундтрек. Kotaku назвал его «массивным плодом любви». Game Tabs описал проект как «шедевр» и высоко оценил качество звука, но был разочарован вокальной составляющей некоторых треков. SquareSound дал проекту 90 %, похвалив работу OverClocked ReMix над музыкой, и порекомендовал своим пользователям ознакомиться с ним. При этом SquareSound раскритиковал некоторые треки, охарактеризовав их как «потерянные» на фоне исходного материала. В своём обзоре Джейсон Наполитано из Music4Games назвал Voices of the Lifestream «одним из самых впечатляющих и захватывающих проектов в мире музыки к видеоиграм».
Альбом получил признание за пределами США. Финский журнал о видеоиграх Pelit поставил ему 5 звёзд из 5 за разнообразный контент, но, в то же время, рецензент выделил несколько ненужных треков, которые, по его мнению, должны были быть исключены ещё на стадии разработки альбома; он резюмировал: «Voices of the Lifestream является самым интересным событием в музыкальной нише интернета за долгое время».
Два профессиональных композитора видеоигр остались в восторге от сборника. Один из создателей Video Games Live Томми Талларико заявил: «OC ReMix снова удалось сделать это!» и выразил восхищение творчеством организации. Майклу Глюку, более известному как Piano Squall, также понравился альбом, который он назвал «фантастическим»